# Shakhriyar Mamedyarov

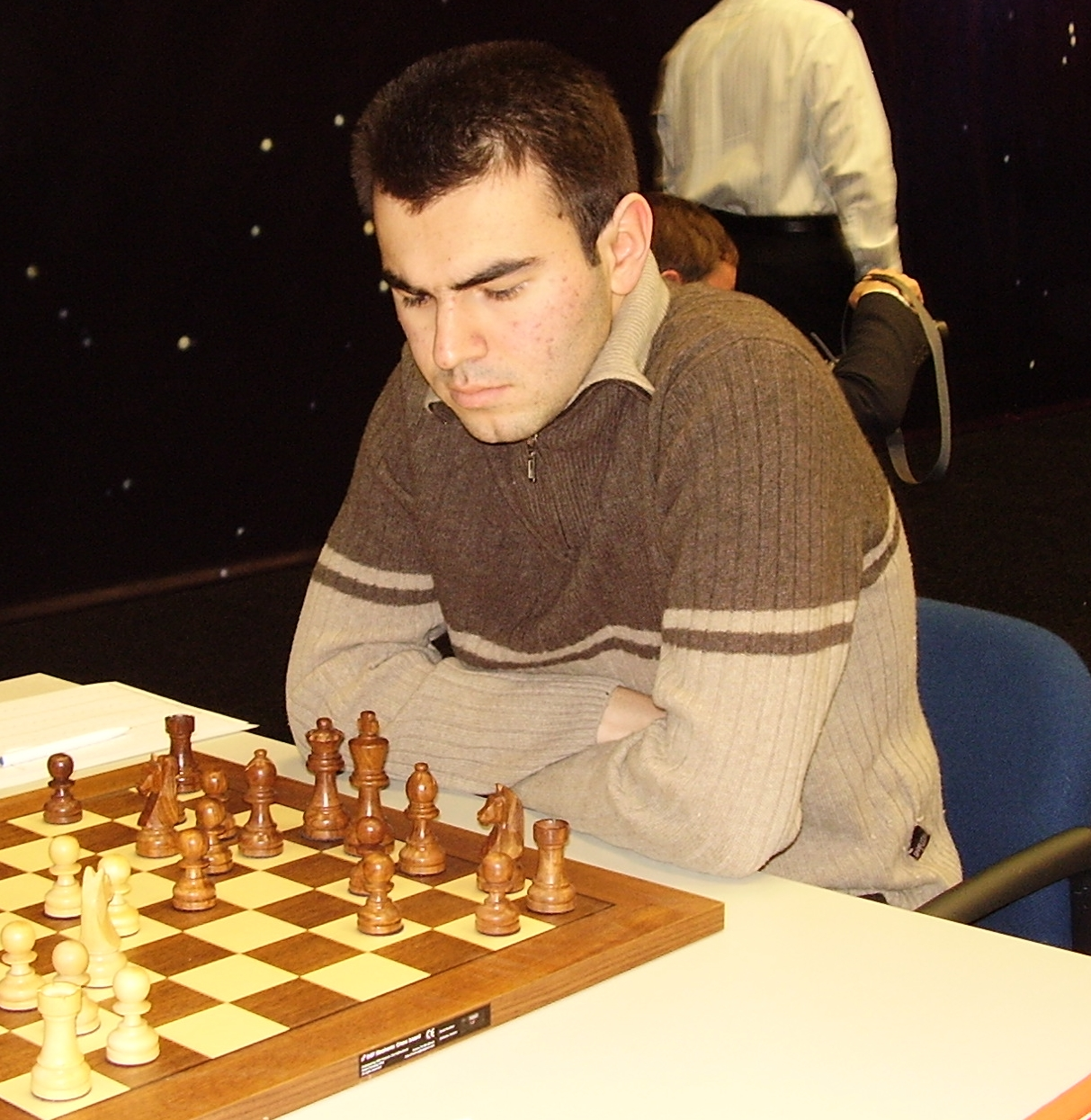
Shakhriyar Mamedyarov, 2006

Shakhriyar Mamedyarov (Azerbeidzjaans: Şəhriyar Məmmədyarov) (Sumqayıt, 12 april 1985), is een Azerbeidzjaans schaker. Hij is sinds 2002 een grootmeester (GM).
In 2003, 2005 en 2007 was hij jeugdwereldkampioen, in 2013 was hij wereldkampioen rapidschaak.
Mamedyarov nam deel aan het kandidatentoernooi voor het wereldkampioenschap in 2011 (uitgeschakeld in de kwartfinales), in 2014 (als vierde geplaatst) en in 2018 (tweede geplaatst).

## Schaakcarrière
Zowel in 2003 als 2005 werd Mamedyarov wereldkampioen bij de jeugd. waarmee hij zich kwalificeerde voor het Essent toernooi 2006 in Hoogeveen. In 2004 won hij het Dubai Open.
In 2005 behaalde hij bij de European Club Cup de op één na hoogste performance-rating van de deelnemers, achter Vasyl Ivantsjoek. In februari 2006 werd Mamedyarov met 6½ pt. uit 9 gedeeld eerste bij het Aeroflot Open in Moskou. In mei 2006 won hij het FiNet/Ordix rapidschaak-toernooi.
Bij het FIDE World Cup toernooi in 2007 bereikte Mamedyarov de derde ronde, waarin hij werd uitgeschakeld door Ivan Cheparinov.
In Nederland won hij in 2006 en 2007 het Essent toernooi, in oktober 2006 met 4½ pt. uit 6, voor Judit Polgar, Ivan Sokolov en Veselin Topalov, in 2007 voor Loek van Wely, Ruslan Ponomariov en Zaven Andriasian. In 2006 en in 2008 speelde hij mee in de A-groep van het Corus-toernooi. In 2007 won hij voor de derde keer het Wereldkampioenschap bij de jeugd.
In 2008 won hij de Corsican Circuit rapid knockout.
In 2009 won hij met 10 pt. uit 11 het Mainz Ordix Open.
In 2010 werd hij bij de President's Cup in Bakoe gedeeld eerste met Vladimir Kramnik en Gata Kamsky, gevolgd door een gedeelde eerste plaats bij het Tal Memorial.
In 2012 ontving hij een gouden medaille voor zijn persoonlijke resultaten aan bord 3 bij de Schaakolympiade. In 2009, 2013 en 2017 werd hij met Azerbeidzjan winnaar van het Europees Schaakkampioenschap voor landenteams. In juni 2013 won Mamedyarov het Wereldkampioenschap Rapidschaak, met 11½ pt. uit 15. Een maand later won hij het Genève Masters rapidtoernooi.
In 2010 en 2014 won hij het Tal Memorial (in 2014 blitz). In juni 2016 won hij het 3e Shamkir Chess toernooi, de Vugar Gashimov Memorial. Hij won daarbij van Fabiano Caruana en Anish Giri en uiteindelijk versloeg hij Fabiano Caruana in de tiebreak. In april 2017 won Mamedyarov het Vugar Gashimov Memorial voor de tweede keer op rij, met 5½ pt. uit 9. In juli/augustus 2018 won hij het 51e Biel Schaakfestival (7.5 pt. uit 10) waarbij hij regerend wereldkampioen Magnus Carlsen (6 pt. uit 10) versloeg.
In april 2018 nam hij deel aan het 5e Gashimov Memorial, eindigend als vierde met 4½ pt. uit 9 (+1 –1 =7).
In mei/juni 2018 nam hij deel aan het zesde Norway Chess toernooi, met 3½ pt. uit 8 eindigend als zevende (+0 –1 =7).
In juni 2020 won Mammadyarov het 'Sharjah' online toernooi met 7.5 pt. uit 10, zijn eerste online toernooiwinst.
In juni 2020 werd hij gedeeld 2e-6e in het eerste Mukhtar Ismagambetov Memorial, met Nodirbek Abdusattorov, Dimitri Botsjarov, Kazybek Nogerbek en Davit Maghalashvili, met de score 8.5 pt. uit 11.

### Cycli voor het wereldkampioenschap
In 2011 was Mamedyarov door de toernooi-organisatie genomineerd deel te nemen aan het kandidatentoernooi voor het Wereldkampioenschap in 2012, waarin hij in de eerste ronde werd uitgeschakeld door Boris Gelfand.
In de cyclus voor het WK 2014, kwalificeerde hij zich voor het kandidatentoernooi door tweede te worden in de FIDE Grand Prix 2012–13. In het kandidatentoernooi werd hij vierde met 7 pt. uit 14.
Voor het kandidatentoernooi 2016 kwalificeerde hij zich niet: in de FIDE Grand Prix 2014–15 werd hij zesde, en in de kwartfinale van de Chess World Cup 2015 werd hij uitgeschakeld door de uiteindelijke winnaar Sergej Karjakin.
Door het winnen van de FIDE Grand Prix 2017 kwalificeerde hij zich voor de cyclus voor het WK 2018. In het kandidatentoernooi werd hij tweede met 8 pt. uit 14, een punt achter Fabiano Caruana.

## Wedstrijden met schaakteams
Hij speelde voor Azerbeidzjan in de Schaakolympiades van 2000, 2002, 2004, 2008, 2010, 2012, 2014, 2016 en 2018. In 2009, 2013 en 2017 won hij met het Azerbeidzjaanse team de gouden medaille bij het Europees Schaakkampioenschap voor landenteams, de bronzen in 2007 en de zilveren in 2011.

## Overwinningen in toernooien
Mamedyarov won de volgende toernooien:
- 2018 Biel Schaakfestival[19]
- 2017 FIDE Grand Prix[20]

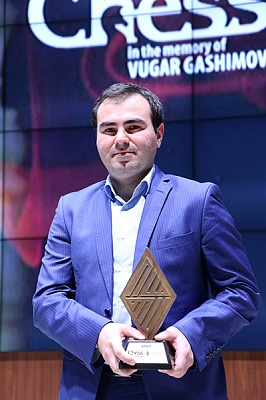
Mamedyarov bij de afsluitende ceremonie van het Shamkir Chess toernooi in 2016

- 2017 Gashimov Memorial (4e jaarlijkse Shamkir Chess toernooi)[21]
- 2016 Gashimov Memorial (3e jaarlijkse Shamkir Chess toernooi)
- 2014 Tal Memorial (blitz)
- 2013 Beijing FIDE Grand Prix 2012–2013[22]
- 2013 Geneva Chess Masters (rapid, knock-out format)
- 2013 Wereldkampioenschap Rapidschaak, Chanty-Mansiejsk
- 2010 Tal Memorial, gedeeld eerste[8]
- 2010 The President's Cup, gedeeld eerste[23]
- 2009 Chess Classic, Mainz (Duitsland)[24]
- 2008 Rapidtoernooi, Corsica[25]
- 2007 Rapidtoernooi, Tsjechië
- 2006 Schaaktoernooi Hoogeveen[26]
- 2006 Ordix Open, gedeeld eerste[27]
- 2006 Aeroflot Open, Moskou (Rusland), gedeeld eerste[2]
- 2006 Reykjavík Open, gedeeld eerste[28]
- 2006 The President's Cup, Bakoe (Azerbeidzjan)[29]
- 2005 Wereldkampioenschap schaken junioren (categorie tot 20 jaar)
- 2004 Dubai Open, Dubai[30]
- 2003 Wereldjeugdkampioenschap[31]
- 2003 Wereldkampioenschap schaken junioren (categorie tot 20 jaar), Nachitsjevan (Azerbeidzjan)[32]

## Persoonlijk leven
Shakhriyars ouders komen uit het Azerbeidzjaanse district Zəngilan. In 1980 verhuisde de familie naar de toen welvarende industriestad Sumqayıt, waar Shakhriyar geboren werd. Zijn eerste schaaktrainer was zijn vader, die als voormalig bokser Shakhriyar ook leerde boksen. De twee zussen van Mamedyarov, Zeinab Mamedyarova en Turkan Mamedyarova, zijn grootmeester bij de vrouwen (WGM). Mamedyarov trouwde in 2012, en is later gescheiden. Hij hertrouwde in juli 2017.